# Кодифференциал (дифференциальная геометрия)
Кодифференциал — обратный образ ковариантных тензорных полей на дифференцируемом многообразии относительно гладкого отображения.
Гладкое отображение {\displaystyle \varphi :M\to N} между дифференцируемыми многообразиями определяет отображение {\displaystyle \varphi ^{*}=(d\varphi )^{*}:T^{*}N\to T^{*}M} между кокасательными расслоениями {\displaystyle T^{*}N} и {\displaystyle T^{*}M}, направленное в обратную сторону, по формуле {\displaystyle (\varphi ^{*}\omega )(X)=\omega (\varphi _{*}X)}.
Если {\displaystyle \varphi } является {\displaystyle C^{k}}-гладким, то {\displaystyle \varphi ^{*}} — {\displaystyle C^{k-1}}-гладко.
Оно продолжается на ковариантные тензорные поля на {\displaystyle N}, в том числе на тензорные степени {\displaystyle (T^{*}N)^{\otimes n}} и внешние степени {\displaystyle \bigwedge ^{n}T^{*}N} кокасательного расслоения для любого натурального {\displaystyle n}.
Поскольку последние являются в точности дифференциальными формами {\displaystyle \Omega ^{n}N=\bigwedge ^{n}T^{*}N}, получается обратный образ дифференциальных форм {\displaystyle \varphi ^{*}:\Omega ^{n}N\to \Omega ^{n}M}.
Кодифференциал не является обратным к дифференциалу дифференциальных форм, которое вообще задано для одного многообразия и не связано с каким-либо отображением.